# Телецентр (микрорайон)
Телецентр — микрорайон, расположенный в Ленинском районе Новосибирска.

## История
В конце 1930-х годов на территории микрорайона появились первые двухэтажные деревянные дома.
В 1956 году в этом месте началось строительство телецентра. 20 мая 1957 года завершилась установка 192-метровой телебашни, а 7 августа этого года состоялась трансляция первой программы местного телевидения.

## Ветхое жильё
В 2015 году проводился снос ветхих бараков, из которых было расселено 156 семей.